# Socata TB 31 Omega
O Socata TB 31 Oméga é uma aeronave de treinamento militar monomotor turboélice, produzido pela SOCATA como um protótipo para uma aeronave de treinamento turboélice baseado no TB 30 Epsilon.

## História
Projetado pela SOCATA, com fundos próprios, esta aeronave foi produzida em parte com base no primeiro protótipo do TB 30 Epsilon, aeronave de treinamento básico produzido pela SOCATA para a Força Aérea Francesa (Adl'A). Essa aeronave, designada TB 31 Oméga, diferia do Epsilon pela substituição do motor a pistão Lycoming O-540, de 300 hp, por um turboélice Turbomeca Arrius 1A2, de 488 shp (363 kW). Além disso, a aeronave foi equipada com assentos ejetáveis Martin-Baker Mk. 15FC e um novo canopi.
O TB 31 Oméga nunca chegou a ser operado pela Força Aérea Francesa, tendo esta escolhido o treinador turboélice brasileiro Embraer EMB-312F Tucano (em troca de helicópteros da Aérospatiale/Helibrás). Embora as boas qualidades de voo fossem reconhecidas, o TB 31 Oméga tinha capacidades acrobáticas limitadas, era muito pouco potente, mas acima de tudo seu desempenho era geralmente inferior em comparação ao EMB-312 Tucano.
A SOCATA também ofereceu o Oméga para exportação e, em particular, para o programa americano Joint Primary Aircraft Training System, porém, o TB-31 Omega não foi escolhido, tendo a competição sido vencida pelo Pilatus PC-9 Mk.II, a partir do qual foi desenvolvido o Beechcraft T-6 Texan II.

## Descrição
O TB-31 Oméga tem grandes semelhanças com o TB 30 Epsilon, exceto por alguns equipamentos específicos e seu motor turboélice. O TB 31 não foi projetado para ser armado.

## Preservação
Em 2012, o protótipo do TB 31 Oméga, registrado F-WOMG, foi preservado em sua pintura vermelha e branca no aeroporto de Tarbes-Lourdes-Pyrénées.

## Especificações
Informações: Avions Legendaires

### Características Gerais
- Tripulação: 2
- Comprimento: 7.81 m
- Envergadura: 7.92 m
- Altura: 2.68 m
- Peso Máximo de Decolagem (MTOW): 1.400 kg
- Motor: 1x turboélice Turbomeca TP 319 Arrius 1A2, 488 shp (363 kW)
- Hélice: Tripá

### Desempenho
- Velocidade Máxima: 520 km/h (280 kn)
- Alcance: 1.300 km (700 nmi)
- Teto de Serviço: 9.100 m (29.855 ft)

## Ver Também
- Socata TB 30 Epsilon